# Taxi, em tên gì?
Taxi, em tên gì? (tựa tiếng Anh: Taxi, What's Your Name?) là một bộ phim điện ảnh Việt Nam thuộc thể loại hài – lãng mạn – chính kịch công chiếu vào năm 2016 do Đỗ Đức Thịnh và Đinh Tuấn Vũ làm đạo diễn, với sự tham gia diễn xuất của các diễn viên chính gồm Trường Giang, Angela Phương Trinh và Khánh Hiền.

## Nội dung
Thượng Phong là một tiến sĩ khoa học chuyên nghiên cứu về bò sát đang chuẩn bị cho chuyến bay từ thành phố Hồ Chí Minh về Đà Lạt để cầu hôn bạn gái Hạ Mây của mình, song anh vô tình gặp Bình Chi khị bị lỡ chuyến bay. Phong buộc phải bắt taxi do Chi cầm lái để lên tận xứ hoa cho kịp giờ cầu hôn. 
Phong và Chi bất ngờ gặp một gã ăn cướp đang bị truy nã ở trên xe, may thay gã không hại họ mà chỉ xin họ cho gã đến nghĩa trang thăm mộ vợ để hứa rằng sẽ hoàn lương. Khi Phong và Chi tiếp tục hành trình, họ gặp phải tình huống cực kỳ nguy hiểm khi chiếc xe sắp rơi xuống vực thẳm. Chi liều lĩnh đưa chân vào chỗ bánh xe, chịu đau đớn để giữ cho chiếc xe không bị rơi, may mắn là có một số người đi ngang qua giúp đỡ họ thoát khỏi nguy hiểm. Vì chân của Chi bị đau, nên cô nhường vị trí lái xe lại cho Phong để tiếp tục chuyến đi. Trong khi đó, Mây vẫn sốt ruột chờ đợi Phong, cho đến khi James – một anh chàng ngoại quốc và cũng là bạn của Mây – đã đem lòng yêu cô.
Khi đến Đà Lạt, chiếc xe taxi bị mất thắng nên lao thẳng xuống hồ. Ông Chiến và ông Tài, hai người đàn ông tốt bụng, đồng ý giúp đỡ Phong và Chi kéo chiếc xe lên, và đề nghị họ về lữ quán gần đó nghỉ qua đêm. Sau khi chứng kiến màn tỏ tình của ông Chiến với bà Quyên trong lữ quán, Chi đau khổ nhớ lại ngày xưa cô từng bị người yêu phản bội, còn mọi người trong quán sau đó reo hò buộc Phong và Chi hôn nhau. Do nhận được cuộc gọi từ lữ quán nên Mây đến tận đây tìm Phong trong đêm khuya, cô bỏ đi vì hiểu lầm rằng Phong và Chi bên cạnh nhau.
Sáng hôm sau, chiếc xe taxi đã được kéo lên và sửa chữa lại, ông Chiến tiết lộ với Phong rằng bố của Chi chính là một đại gia có tiếng hiện nay. Chi đưa Phong đến chỗ Mây đang khám bệnh từ thiện, Phong xuất hiện kịp thời ngăn cản James cầu hôn Mây. Phong nói lời xin lỗi, khẳng định Mây chính là tình yêu của anh và anh rất muốn cưới cô, nhưng phát hiện ra mình đã bỏ quên chiếc nhẫn dùng để cầu hôn Mây trên xe của Chi. Phong và Mây lấy xe máy đuổi theo Chi, người đã dừng xe giữa đường chờ đợi cặp đôi đến. Chi đưa chiếc nhẫn cho Phong và họ nói lời tạm biệt. Phong ở lại Đà Lạt làm đám cưới với Mây, còn Chi lái xe taxi trở về thành phố Hồ Chí Minh để tiếp tục hành trình của mình.

## Diễn viên
- Trường Giang vai Thượng Phong
- Angela Phương Trinh vai Bình Chi
- Khánh Hiền vai Hạ Mây
- Isidi vai James
- Hoàng Sơn vai ông Chiến
- Trung Dân vai ông Tài
- Minh Hoàng vai bố của Hạ Mây
- Phương Dung vai mẹ của Hạ Mây
- Phi Phụng vai bà chủ lữ quán
- Mạc Văn Khoa vai ăn cướp
- Nam Thư vai bà bầu
- NSƯT Mỹ Uyên vai bà Quyên
- Bảo Trí vai tài xế taxi
- NSƯT Đỗ Đức Thịnh vai ông lái xe công nông
- Thanh Thúy vai nữ ca sĩ

## Nhạc phim
| STT | Nhan đề                      | Sáng tác          | Thể hiện | Thời lượng |
| --- | ---------------------------- | ----------------- | -------- | ---------- |
| 1.  | "Tôi là ai trong em"         | Việt Anh          | Erik     |            |
| 2.  | "Một con đường - hai ngã rẽ" | Nguyễn Hồng Thuận | Tóc Tiên |            |